# Аратинга рудоволий
Арати́нга рудоволий (Eupsittula pertinax) — вид папугоподібних птахів родини папугових (Psittacidae). Мешкає в Центральній і Південній Америці та на Карибах. Виділяють низку підвидів.

## Підвиди
Виділяють чотирнадцять підвидів:

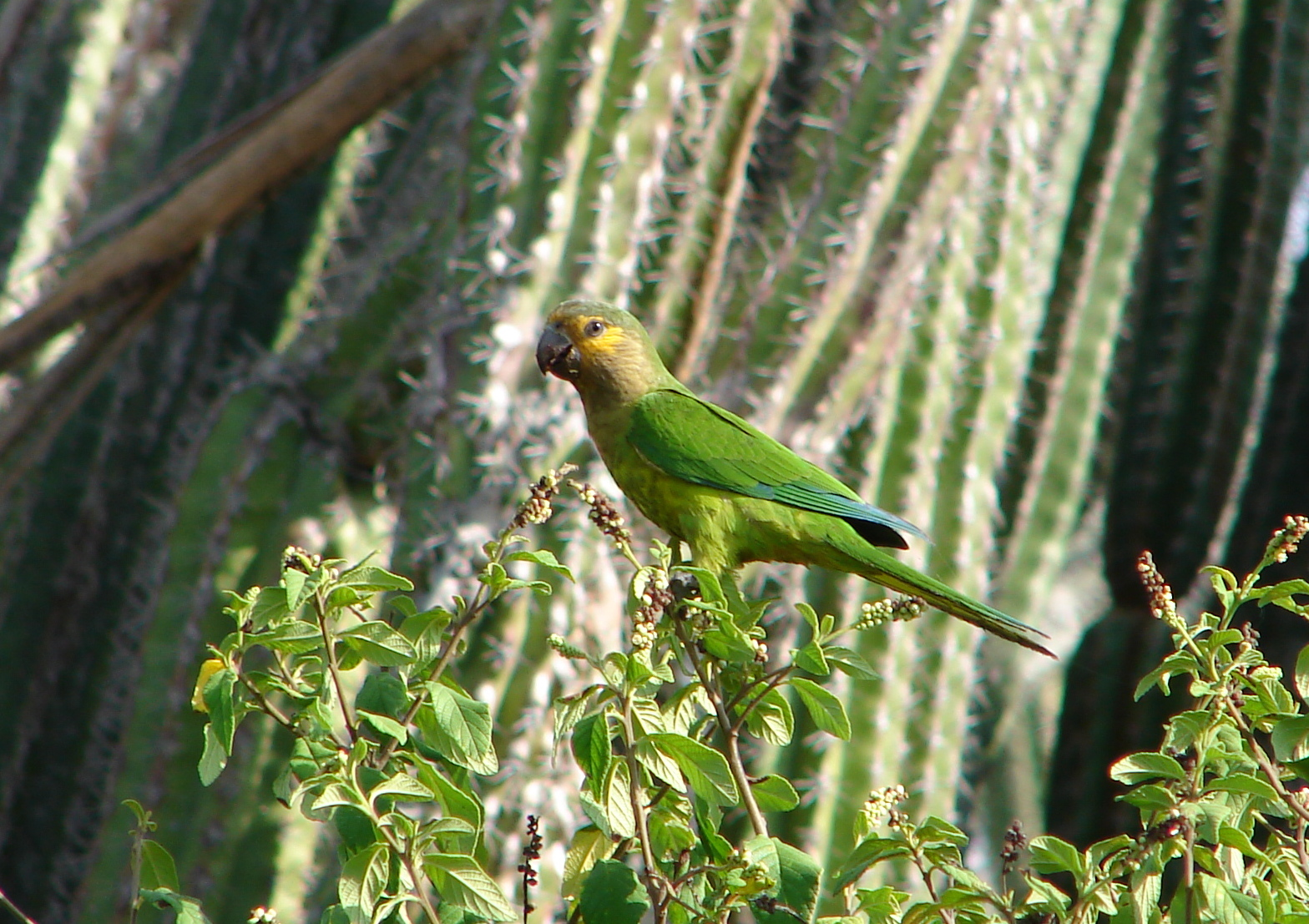
Рудоволий аратинга (Аруба)

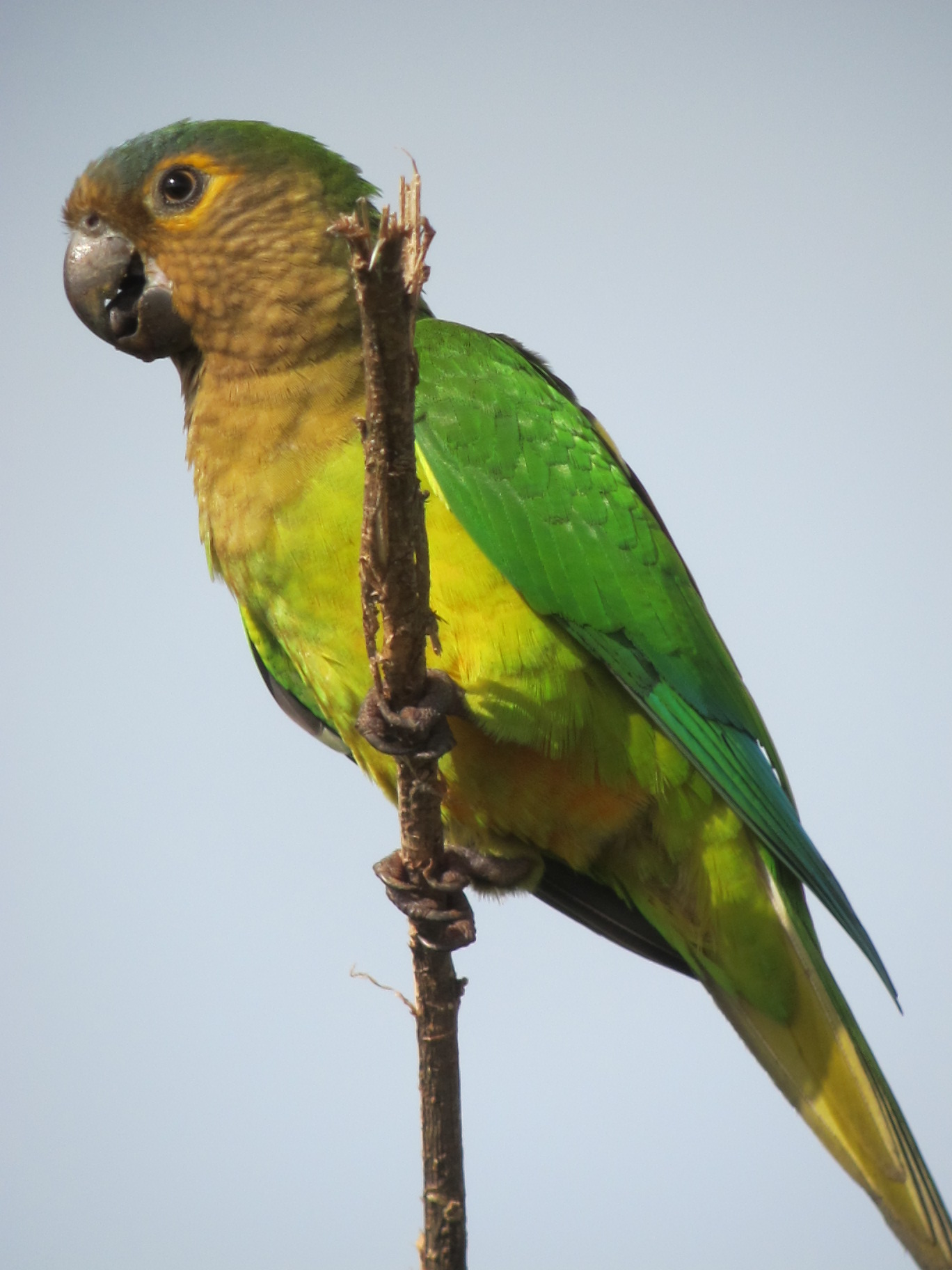
Рудоволий аратинга (Араука, Колумбія)

- E. p. ocularis (Sclater, PL & Salvin, 1865) — південно-східна Коста-Рика і південно-західна Панама;
- E. p. aeruginosa (Linnaeus, 1758) — північна Колумбія і північно-західна Венесуела;
- E. p. griseipecta (Meyer de Schauensee, 1950) — північно-східна Колумбія (басейн річки Сіну[en]);
- E. p. lehmanni (Dugand, 1943) — східна Колумбія;
- E. p. arubensis (Hartert, E, 1892) — острів Аруба;
- E. p. pertinax (Linnaeus, 1758) — острів Кюрасао;
- E. p. xanthogenia (Bonaparte, 1850) — острів Бонайре;
- E. p. tortugensis (Cory, 1909) — острів Ла-Тортуга[en];
- E. p. margaritensis Cory, 1918 — острів Маргарита;
- E. p. venezuelae (Zimmer, JT & Phelps, 1951) — північна і центральна Венесуела;
- E. p. surinama (Zimmer, JT & Phelps, 1951) — від північно-східної Венесуели до північної Гвіани;
- E. p. chrysophrys (Swainson, 1838) — південно-східна Венесуела, центральна і південно-західна Гвіана і сусідні райони Бразилії;
- E. p. chrysogenys (Massena & Souancé, 1854) — північно-західна Бразилія (долина Ріу-Негру);
- E. p. paraensis (Sick, 1959) — північ центральної Бразилії (долини річок Тапажос і Куруру[en]).

## Поширення і екологія
Рудоволі аратинги мешкають в Коста-Риці, Панамі, Колумбії, Венесуелі, Гаяні, Суринамі, Французькій Гвіані та на Нідерландських Антильських островах, були інтродуковані на Тринідаді, Мартиніці, Домініці, Гваделупі, Сабі, на Віргінських островах та на південній Флориді. Вони живуть в сухих чагарникових, акацієвих і кактусових заростях, в рідколіссях, прибережних пальмових і мангрових заростях, на плантаціях. Живляться насінням, плодами, горіхами, комахами, личинками і квітками. Гніздяться в гніздах деревних термітів, іноді в дуплах дерев. В кладці від 4 до 7 яєць, інкубаційний період становить 23 дні, пташенята покидають гніздо через 6 тижнів після вилуплення.

## Збереження
МСОП класифікує цей вид як такий, що не потребує особливих заходів зі збереження. За оцінками дослідників, популяція рудоволих аратинг становить від 5 до 50 мільйонів птахів. Підвид E. p. griseipecta, імовірно, є вимерлим, його представників не спостерігали з 1949 року.